# C-3-A/B
Les Expal C-3-A et C-3-B est une mine antichar espagnole à effet de souffle, rondes en caoutchouc modifié avec un boîtier en polystyrène. Les mines ne diffèrent que par des détails mineurs.

## Description
La mine est classée mine de métal minimum, le seul métal qu'elle contient est un ressort en acier zingué de 4,5 millimètres de diamètre. On en retrouve en Angola, dans les Îles Falkland et au Sahara occidental. Les mines sont vulnérables à la détérioration des boîtiers en plastique en plein soleil, ce qui entraîne une réduction de la pression d'activation.
La C-3-B est une évolution de la C-3-A.

## Spécifications
- Poids : 5,7 kg
- Contenu explosif : 5 kg de TNT/RDX/Aluminium (50/30/20)
- Diamètre : 290 mm
- Hauteur : 60 mm
- Pression de fonctionnement : 275 kg

## Utilisateurs

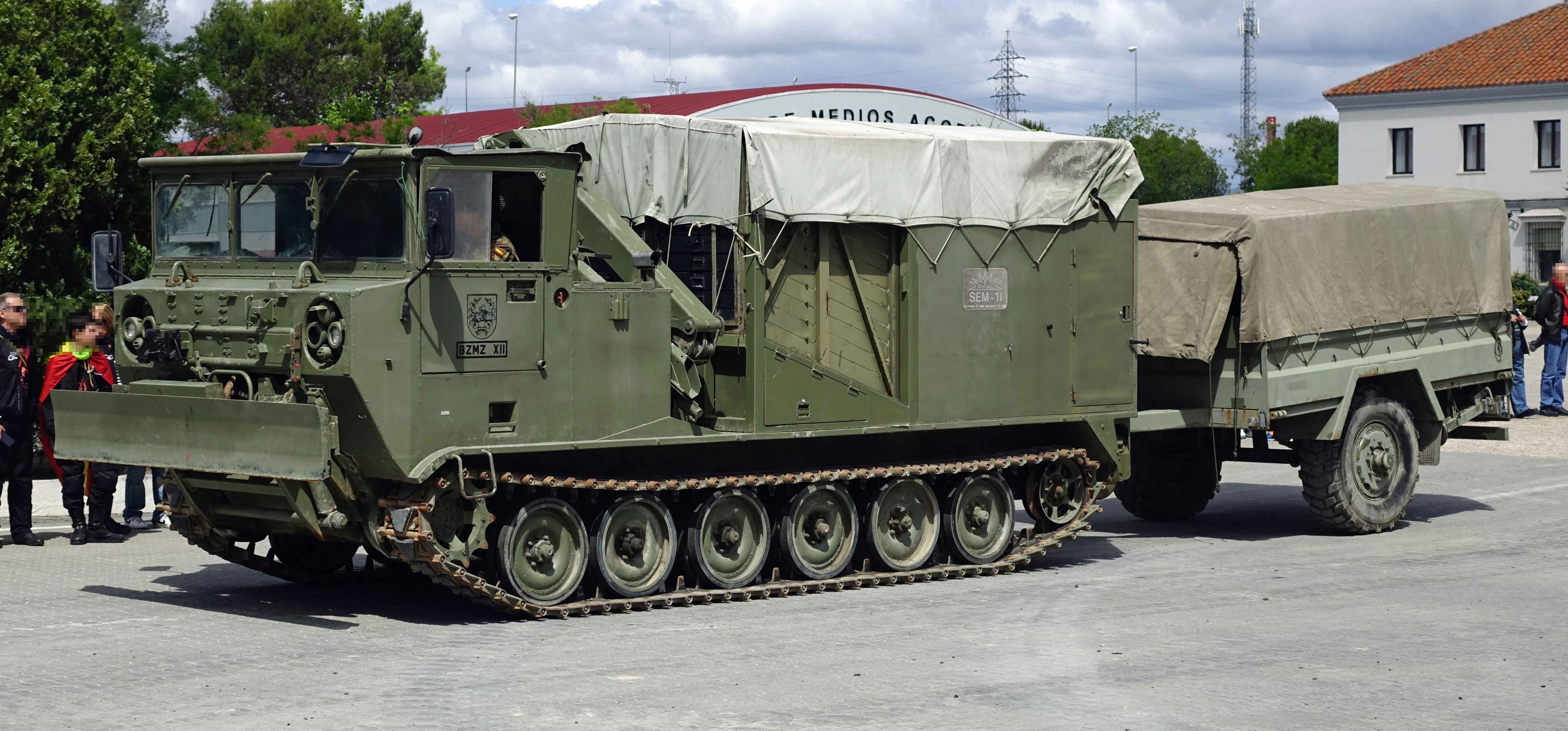
Version espagnole du M548 en véhicule de minage

- Espagne en passe d'être remplacée par la C-5[2], qui est une SB-81 produite sous licence. Elle peut être déployée par le véhicule de minage M548.